# Сорговый
Сорговый — посёлок в Зерноградском районе Ростовской области России.
Административный центр Манычского сельского поселения.

## География

### Улицы
| - ул. Береговая, - ул. Восточный, - ул. Заполосная, - ул. Заречная, - ул. Луговая, - ул. Манычская, - ул. Мира, - ул. Молодёжная, - ул. Новая, | - ул. Первомайская, - ул. Победы, - ул. Полевая, - ул. Промышленная, - ул. Садовая, - ул. Совхозная, - ул. Солнечная, - ул. Специалистов, - ул. Спортивная, | - ул. Степная, - ул. Строителей, - ул. Урожайная, - ул. Центральная, - ул. Школьная, - ул. Шоссейная, - ул. Энергетиков, - ул. Юбилейная. |

## История
Посёлок основан в феврале 1934 года. Указом ПВС РСФСР от 24 февраля 1988 года поселку центральной усадьбы Манычского зерносовхоза присвоено наименование посёлок Сорговый.

## Население
| 2010 |
| ---- |
| 1647 |